# Baldomera
Baldomera es una novela del escritor ecuatoriano Alfredo Pareja Díez Canseco, publicada en 1938 en Santiago de Chile por la Editorial Ercilla. La trama sigue la historia de la protagonista del mismo nombre, una mujer afroecuatoriana corpulenta y aguerrida de clase social baja que se mantiene vendiendo empanadas y muchines en el Guayaquil de la década de 1920.
La novela es considerada la obra cumbre del autor. Entre los críticas positivas se cuenta la de Ángel Felicísimo Rojas, que en su libro La novela ecuatoriana (1948) la calificó como una de las mejores novelas de Pareja, además de caracterizar a su protagonista como «un personaje de intenso relieve». Esta opinión fue compartida por el catedrático Edmundo Ribadeneira, quien además la definió como «novela valiosa (...), movida, ágil, rica en imágenes y expresiones». El escritor e historiador Leonardo Barriga López, por su lado, se refirió en 1980 a la obra como «una de las novelas más repletas de vida que se pueden leer en América».

## Argumento

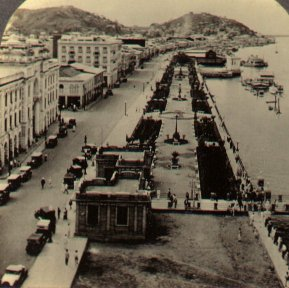
Guayaquil alrededor de 1920

Baldomera es una mujer afroecuatoriana corpulenta que mantiene a su familia vendiendo alimentos en un puesto informal ubicado en el barrio de la Boca del Pozo de Guayaquil. Un día se emborracha luego de recoger el negocio e inicia una pelea en un bar contra tres hombres. Al llegar la policía se enfrenta contra ellos también, por lo que, luego de inmovilizarla, la encarcelan y la golpean salvajemente. La paliza le provoca fuertes dolores y horas después sufre un aborto en su celda. Cuando Polibio, uno de los hijos de Baldomera, se entera de lo sucedido, obliga a su hermano mayor, Inocente, a conseguir el dinero para pagar la multa y poder liberarla.
Muchos años atrás, Lamparita, el padre de Polibio, tenía fama de ser el cuatrero más temido de la zona cercana al río Yaguachi. Pero luego de que la policía rural casi lo capturara decide mudarse a Guayaquil y dedicarse al robo. Un día conoce a Baldomera y se enamora de ella, pero sus avances son rechazados. Ambos inician una pelea mano a mano en que Lamparita logra derrotar a Baldomera a pesar de ser mucho más pequeño. Baldomera le confiesa que era el primer hombre que la había vencido y acepta iniciar una relación con él, que pronto los lleva a casarse. Para ese entonces Baldomera ya tenía un hijo, Inocente, a quien no le agradaba Lamparita.
Desde su casa, Baldomera y Lamparita son testigos de las protestas previas a la masacre de obreros del 15 de noviembre de 1922. Baldomera convence a Lamparita de participar en las manifestaciones, pero pronto llega el ejército y presencian de primera mano el inicio de la matanza. Baldomera dirige la defensa y logra golpear a algunos soldados, pero el nivel de brutalidad del ejército es tan grande, que finalmente huyen para salvar sus vidas. Tiempo después Lamparita es herido de bala por la policía y arrestado mientras asaltaba una casa. La herida empeora y Lamparita termina en el Hospital General, donde recibe las visitas diarias de Baldomera y pasa meses esperando a ser operado. El hecho de haber perdido el sustento del hogar lleva a Baldomera a trabajar vendiendo alimentos en la calle, lo que da lugar a los hechos con que inicia la novela.
El poco dinero que ganaba Baldomera, que se veía reducido por sus visitas nocturnas a bares en busca de alcohol, llevan a Polibio a mudarse al campo en busca de trabajo en alguna hacienda. Inocente, por su lado, se había preparado desde joven y ahorraba casi todo el dinero que ganaba trabajando en un aserradero de propiedad de un hombre llamado Honorio Paredes, en el que poco a poco había ascendido. Un día conoce a una chica llamada Celia María y se siente atraído por ella. Con el tiempo se enamoran y posteriormente Inocente le pide matrimonio y le consigue trabajo en el aserradero.
Cuando las cosas empiezan a ir mal en el aserradero, Honorio Paredes baja los salarios de los empleados, lo que los lleva a iniciar una huelga general de actividades. Baldomera le recomienda a Inocente apoyar la huelga, pero él opta por espiar a los huelguistas como infiltrado y contar todo a Paredes, en espera de recibir un nuevo ascenso. Al finalizar la huelga, la novia de Inocente recibe un aumento de sueldo, pero Honorio Paredes la viola cuando ella intenta agradecerle. Inocente se entera de lo ocurrido, acusa a Celia María de haberlo engañado y en un ataque de ira la apuñala. Baldomera presencia la escena y decide culparse por el crimen, por lo que es detenida. Celia María se recupera de la puñalada y perdona a Inocente, luego testifica a favor de Baldomera, aunque la declaración resulta contradictoria. El abogado defensor logra convencer al jurado que la acusada intentaba proteger a alguien y le dan una pena baja de dos años. Baldomera es llevada a la cárcel de la ciudad, donde rememora sus caminatas nocturnas.

## Personajes principales
- Baldomera: es la protagonista de la novela, descrita como una mujer negra que ronda los cuarenta años de edad y considerada como una de los personajes mejor logrados de la obra de Pareja Díez-Canseco.[6] Físicamente es corpulenta, alta y poco agraciada.[12][13] Es famosa en el barrio por su propensión a la violencia, en particular contra las autoridades, y por su gusto al alcohol. Sus creencias religiosas se resumen en los consejos que le da a Polibio: «Reza cuando te dé la gana. Y aunque dicen que Dios quiere a los humildes, esas son pendejadas. Al camarón que se duerme, se lo lleva la corriente»[4]

- Lamparita: es el esposo de Baldomera. Durante su juventud fue el cuatrero más conocido del área cercana a Yaguachi, donde acechaba hacendados junto a su caballo Escorpión.[6] Entre sus características está el ser «naturalmente bueno», mujeriego y leal. Físicamente, es descrito como pequeño en relación con Baldomera, a quien enamoró tras convertirse en el primer hombre en ganarle en una pelea. Luego de un asalto frustrado queda herido y permanece en el Hospital General durante el resto de la novela.[14][9]

- Polibio: es el segundo hijo de Baldomera y el primero que tiene con Lamparita, descrito como tímido y humilde.[14] Deja Guayaquil y parte rumbo a Catarama en busca de trabajo.[4]

- Inocente: es el hijo mayor de Baldomera, de padre desconocido. Se siente avergonzado por su madre, como deja constatar en el siguiente fragmento: «No puede soportar la idea de que sus compañeros sepan que él es hijo de la Baldomera, de la famosa Baldomera, la negra borracha y escandalosa». A través de Inocente, Pareja Díez-Canseco representa la figura del mestizo traidor de su propia clase, que no duda en vender a sus propios compañeros a la burguesía con tal de mejorar su posición económica.[14]

- Honorio Paredes: es el dueño del aserradero donde trabaja Inocente. Representa a los grupos opresores del proletariado. Se aprovecha de Celia María y la viola.[4]

- Candelaria: fue la antigua novia de Lamparita cuando vivía en el campo, al llegar a Guayaquil empezó a dedicarse a la prostitución. Aunque en un principio Baldomera la agrede, luego se compadece de ella.[11]

## Composición y estructura
La novela y su personaje principal fueron inspirados por una mujer real llamada Baldomera que fue asesinada durante la masacre de obreros del 15 de noviembre de 1922. La historia del personaje llegó a Pareja a través de su suegra, la señora Delfina Concha, quien le relató que Baldomera era «una zamba gritona muy popular en la ciudad vieja de Guayaquil a principios del siglo xx». Pareja escribió la novela en Guayaquil, entre diciembre de 1935 y febrero de 1936.
La obra se encuentra dividida en 17 capítulos y cuenta con un narrador omnisciente que inicia la historia in medias res. Los dos primeros capítulos introducen a Baldomera y relatan su detención por la policía. En el capítulo tres ocurre un salto en el tiempo para contar la juventud de Lamparita y los hechos que lo llevan a casarse con Baldomera. En los capítulos siguientes la novela introduce saltos de tiempo adicionales para relatar el pasado de varios de los personajes secundarios. El espacio narrativo se desarrolla casi en su totalidad en los barrios bajos de Guayaquil, aunque en algunos momentos la trama se traslada al campo, a poblados como Yaguachi, Babahoyo, Quevedo, Catarama, entre otros.
Algunos capítulos del libro, en particular los nueve primeros, tienen varios pasajes escritos con lenguaje poético. Un ejemplo se puede apreciar en el siguiente fragmento:

«Las ocho de la noche. En el cielo no se ve nada. Ni siquiera una estrella de parpadeo débil. Y el negro tan prieto solo es roto, de vez en vez, por alguna nube blanquecina que flota lentamente. Más que blanca, la nube es gris. Parecen alas enormes. O toma forma de sábanas sucias, de cuyas puntas tirasen y tirasen hasta arrancarlas. Entonces, entre jirones, vuelve a asomar el negro».

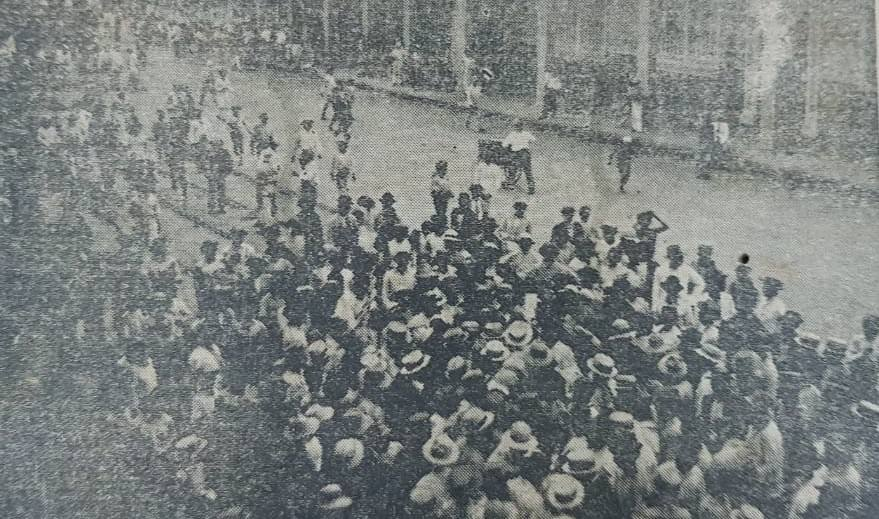
Marcha previa a la masacre de obreros del 15 de noviembre

El estilo de la novela incorpora elementos del realismo social para retratar la vida de los pueblos oprimidos, particularmente el afroecuatoriano, en el Guayaquil de la época. Una de las secciones más elogiadas de la obra es la que describe los hechos alrededor de la Masacre de obreros del 15 de noviembre de 1922, en la que Baldomera decide participar como rechazo a las injusticias y que es descrita en detalle en el siguiente pasaje:

«Y la descarga cerrada, estridente, silbante. Las calles se teñían en sangre. Baldomera había llegado a la cabeza de la manifestación. Movía los brazos en el aire y gritó hasta enronquecer. Poco rato duró la sugestión de su figura. Los brazos, con los puños cerrados, cortaban el aire. Se alzaban picos, palos, banderas rojas, letreros. Y los cabellos de las mujeres flotando, flotando al viento. Y las voces que atolondraban todo. Y los empujones. La asfixia. El ir de un lado al otro, llevado por todos, sin pisar el suelo. Alaridos y quejas. El silbido cortante de las balas. El olor de la pólvora. El inclemente martilleo de los ametralladoras. Los cuerpos humanos tronchándose como racimos, fecundando la tierra, sembrando la venganza y el odio. Las quijadas abiertas, los ojos saltados, los brazos queriendo subir y subir para escapar por algún lado. Los niños con las manos crispadas, arrugando las mantas de las madres, chillando, las facciones paralizadas. Y sin armas, carajo, con qué matar soldados y generales».

## Análisis
En un sentido amplio, el personaje de Baldomera representa a la clase social baja guayaquileña y los abusos que sufren por parte de las autoridades y los grupos económicos, como dijo el escritor chileno Ricardo A. Latcham sobre el personaje: «es un símbolo de la familia chola que, sin destino claro, busca el suyo de cualquier modo, por las cabales o por la violencia». El interés del autor por el tema es claro desde el subtítulo mismo de la novela, que reza: «La tragedia del cholo americano». En comparación a la caracterización que Pareja había realizado en sus novelas anteriores, Baldomera muestra a un proletariado con un espíritu mucho más agresivo, dispuesto a luchar contra las clases dominantes para hacer respetar sus derechos.
Baldomera también puede ser vista como una representación de la mujer ecuatoriana que rompe los esquemas patriarcales y se enfrenta contra la exclusión que sufre por el machismo, el racismo y la discriminación económica. Sin embargo, críticos como el estadounidense Michael Handelsman han puesto reparos a esta interpretación. Para Handelsman, el personaje de Baldomera resulta problemático en aspectos de género porque en lugar de cuestionar los valores patriarcales de la sociedad, es usada por Pareja como forma de perpetuarlos. Entre los ejemplos que da para sustentar su lectura se cuenta los paralelos que existen en la novela para narrar el método con que Lamparita logra domar a su caballo Escorpión y la forma en que enamora a Baldomera, que en ambos casos es la violencia y que daría una mirada machista de que una mujer es como un caballo en espera de ser «domada». Otro ejemplo ocurre cuando una amiga de Baldomera le dice a Inocente que para que una mujer sea feliz hay que golpearla, a lo que la propia Baldomera en estado de ebriedad responde: «Cierto. Por eso me casé con Lamparita. ¡Hay que pegarles! ¡Viva el trompón! Ese es el que manda siempre».
Otra crítica que realiza Handelsman sobre la caracterización de Baldomera que construye Pareja, es lo que definió como «folklorización» de las mujeres afroecuatorianas y la perpetuación de estereotipos sobre ellas.
La novela también explora la sociedad del Guayaquil de las primeras décadas del siglo xx. Guayaquil es descrita como una ciudad en la que aún no se ha asentado por completo la modernidad, con instituciones públicas que aparentan más ser regimientos gamonales antes que entes con reglamentos establecidos, carencia de normas para el uso del espacio público o para la venta y tratamiento higiénico de alimentos, y una conexión estrecha con el pueblo montuvio. La medicina se encuentra todavía conectada con la religiosidad, como se ve en el poder que conservan las monjas en el Hospital General, además de la falta de médicos y rigurosidad de los tratamientos, como cuando Baldomera es operada por un estudiante interno al no encontrar ningún doctor disponible y termina siendo intervenida sin anestesia porque nadie encontraba las llaves del botiquín. La novela retrata así mismo el influjo de la migración en la urbe, particularmente de campesinos provenientes de la Sierra.